# Liops veneficus
Liops veneficus is een hooiwagen uit de familie Gonyleptidae.